# 大时钟

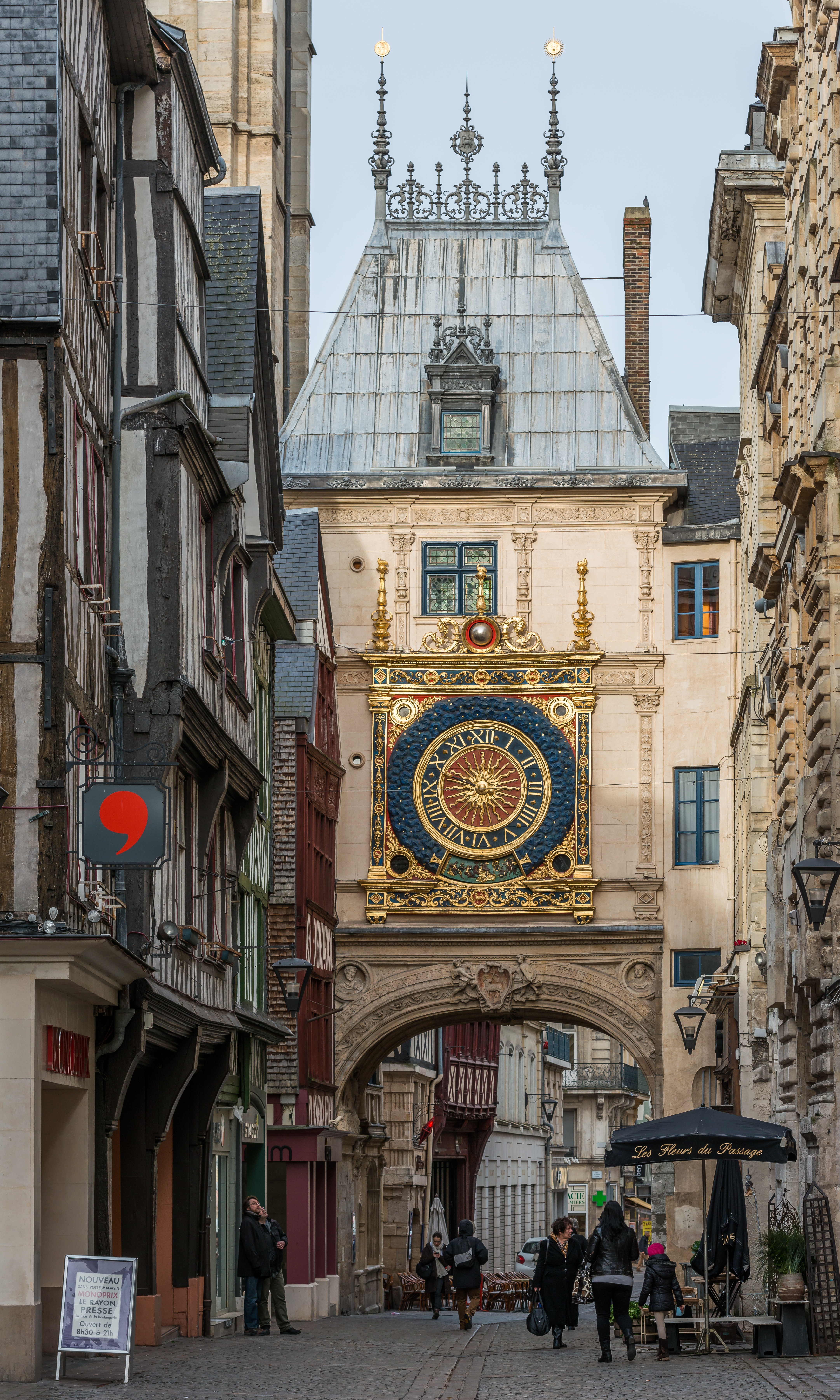

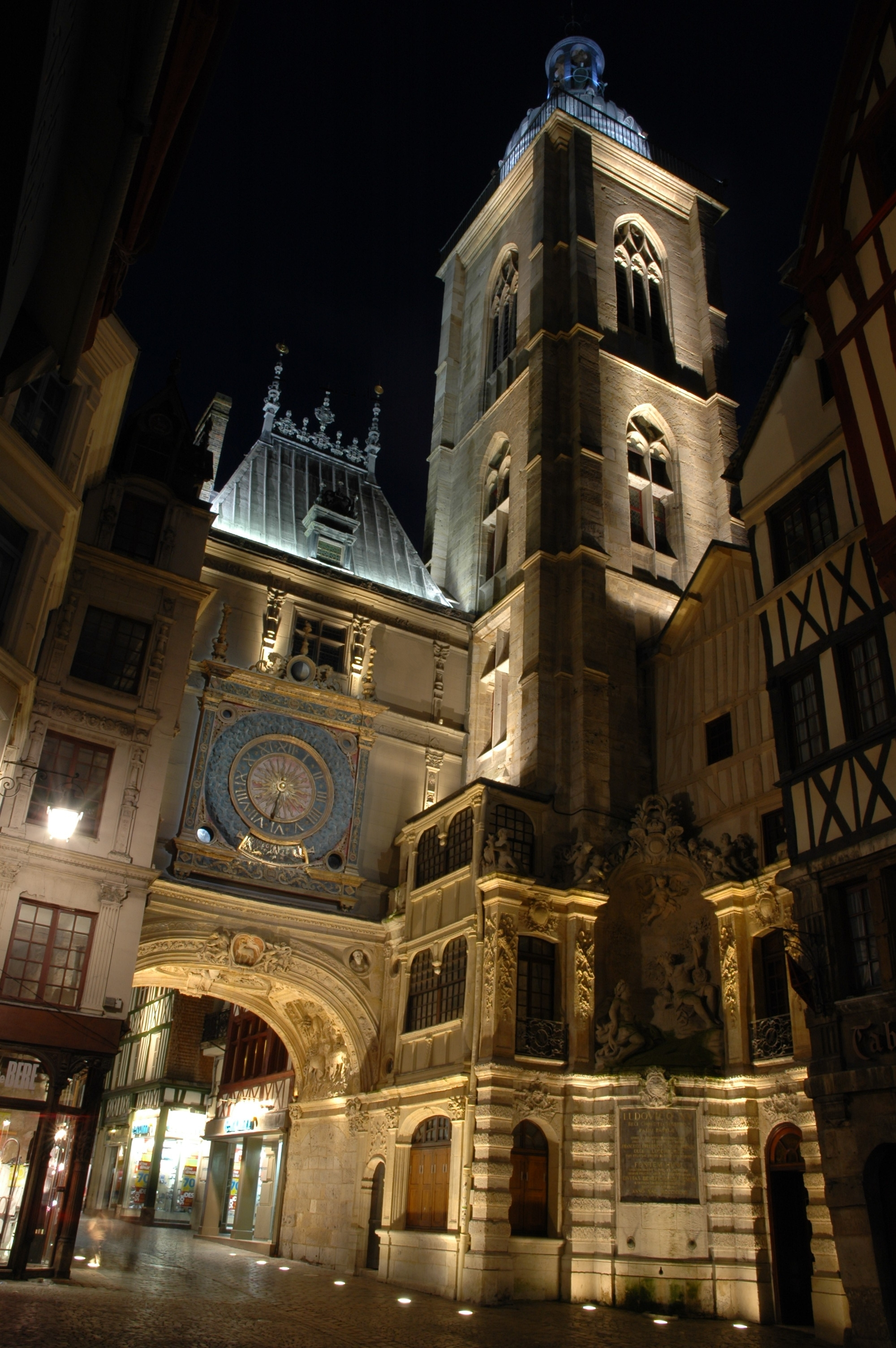
晚上的大時鐘

大时钟（Gros-Horloge）是法国鲁昂著名的历史古迹，这是一个1389年制造的天文钟，安装在一个跨大时钟街（rue du Gros-Horloge）的文艺复兴式拱门之上，又毗邻一座钟楼。
1862年，大时钟被列为法国历史古迹